# Arroyo Hondo, Zacatecas
Arroyo Hondo är en ort i Mexiko.   Den ligger i kommunen Pinos och delstaten Zacatecas, i den centrala delen av landet, 400 km nordväst om huvudstaden Mexico City. Arroyo Hondo ligger 2 170 meter över havet och antalet invånare är 209.
Terrängen runt Arroyo Hondo är platt åt nordost, men åt sydväst är den kuperad. Runt Arroyo Hondo är det glesbefolkat, med 19 invånare per kvadratkilometer. Närmaste större samhälle är La Blanca, 15,0 km väster om Arroyo Hondo. Trakten runt Arroyo Hondo består till största delen av jordbruksmark.